# الدوري التشيكوسلوفاكي 1953
الدوري التشيكوسلوفاكي 1953 هو الموسم 47 من الدوري التشيكوسلوفاكي ‏. أشرف على تنظيمه اتحاد جمهورية التشيك لكرة القدم، وكان عدد الأندية المشاركة فيه 14، وفاز فيه دوكلا براغ.